# Serixia variantennalis
Serixia variantennalis là một loài bọ cánh cứng trong họ Cerambycidae.